# محمد داود ميراكي
محمد داود ميركي (البشتوية: محمد داؤد ميره کی) هو ناشط وكاتب وسياسي أفغاني.

## الحياة المبكرة
ولد داود ميركي في 23 يناير 1967 في كابل، أفغانستان.. ينتمي إلى قبيلة سليمان خيل في ولاية ميدان وردك. كان داود ميركي يبلغ من العمر 5 سنوات فقط عندما عين والده، الجنرال غلام صديق ميركي، رئيسًا للمخابرات في جنوب وجنوب غرب أفغانستان، ومقره قندهار. انتقل هو وعائلته إلى كابل، حيث مكثوا بضع سنوات. هربًا من الاحتلال السوفيتي في عام 1982، لجأ داود وعائلته إلى بيشاور، باكستان. بعد ذلك انتقل إلى ألمانيا في عام 1983 حيث مكث لمدة عام. في عام 1984، انتقل داود مع عائلته إلى شيكاغو، الولايات المتحدة.

## التعليم
درس داود ميركي حتى الصف السادس في مدرسة ابتدائية في قندهار. بعد إكمال الصف السادس في قندهار، عادت عائلته إلى كابل حيث أكمل الصفين السابع والثامن. أكمل الصف التاسع في مدرسة سيد جمال الدين الأفغانية الثانوية في بيشاور. حصل على دبلوم المدرسة الثانوية من مدرسة سين الثانوية في شيكاغو في مايو 1986.
قُبل داود في جامعة إلينوي في شيكاغو، حيث بدأ دراسة علم الأحياء. ومع ذلك، غير تخصصه إلى العلوم السياسية بسبب رغبته في المساهمة في تحسين أفغانستان. في عام 1992، تخرج بدرجة البكالوريوس في العلوم السياسية.
حصل داود ميركي على درجة الماجستير مرتين. كانت درجة الماجستير الأولى في العلوم السياسية، تخصص العلاقات الدولية، والتي أكملها في عام 1993. وكانت درجة الماجستير الثانية في دراسات الشرق الأوسط، تخصص حل النزاعات، والتي حصل عليها في عام 1996. في عام 2000، أكمل درجة الدكتوراه في تحليل السياسات العامة.

## الحياة العملية
درّس داود ميركي مواد الإدارة والسياسة في جامعة ولاية شيكاغو لأكثر من ثلاث سنوات.
أسس منظمة غير ربحية، الصندوق الأفغاني لاستعادة اليورانيوم المنضب لزيادة الوعي وجمع الأموال لبدء بعض مشاريع تنظيف اليورانيوم المنضب، وإعادة توطين القرويين من القرى التي تم قصفها، وتوفير المياه النظيفة وسد الاحتياجات الأساسية الأخرى لفقراء أفغانستان.

## العمل الأكاديمي
كتب داود ميركي عدة تقارير ومجلات وكتاب.
- أفغانستان بعد الديمقراطية [6]
- تشريح هزيمة أمريكا في أفغانستان (أبريل 2010) The Anatomy Of America's Defeat In Afghanistan By Mohammed Daud Miraki, MA, MA, PhD

## الآراء السياسية
يعرف داود ميركي بأنه أفغاني قومي متطرف، وتركزت معظم أهدافه الانتخابية على منح البشتون واللغة البشتوية المزيد من الحقوق. وفقًا لميركي، يشكل البشتون في أفغانستان حوالي 65٪ من إجمالي السكان. لذلك، يجب أن تعلن البشتو كلغة أولى للدولة بينما تكون الفارسية هي اللغة الثانية - وليس على قدم المساواة. وهو أيضًا مؤيد قوي لإزالة خط ديورند وتشكيل أفغانستان الكبرى (ضم خيبر بختونخوا وبلوشستان من باكستان إلى أفغانستان).
ميركي هو أيضًا ناقد شديد لقوات الناتو وأفعالها/سياساتها في أفغانستان.